# Georg Wilding
Georg Wilding, anche noto come Giorgio Vilding (Uelzen, 24 giugno 1790 – Wiesbaden, 6 settembre 1841) è stato un nobile, diplomatico e militare tedesco, principe di Butera e Radali.

## Biografia
Wilding era il figlio di un capitano di Hannover, Georg Christian Wilding di Uelzen e di una Drömwolf. Suo nonno materno era un predicatore a Neustadt. Dopo la morte del padre, la vedova si trasferì ad Hannover, dove il giovane Georg si arruolò nell'esercito. Andò alla legione tedesca del re dove divenne tenente. Combatté in Spagna e in Sicilia. Lì conobbe per caso la principessa vedova Donna Caterina Branciforte (1768-1824) vedova Leonforte. Sposò la figlia del Principe di Butera, che aveva ventidue anni più di lui, nel 1812 e acquisì così il titolo di principe di Butera e Radali. La coppia non aveva figli quando la principessa morì nel 1824.
Dopo la morte della sua prima moglie, sposò la principessa Barbara Petrovna Shakhovskoi (1796–1871), vedova del conte Pavel Andreyevich Schuvalov († 1823) e del conte Adolf dePolisher († 1830). Servì nell'8º battaglione di linea della Legione dal 1808 al 1814. Il 12 aprile 1814 si ritirò. In seguito passò al servizio diplomatico e fu temporaneamente ministro plenipotenziario del Regno delle Due Sicilie alla corte di San Pietroburgo. Wilding era anche gran ciambellano del re.
La sua tomba a forma di sarcofago di marmo si trova nel cimitero del giardino di Hannover ed è un monumento classificato. Il suo erede divenne suo fratello Ernst Wilding (nato il 14 giugno 1792). Nel 1856 acquistò una tenuta di Königsbrück. I beni della casa di Butera andarono alla figliastra di Wilding, Stefania Branciforte (1788-1843).